# Albrecht Kauw
Albrecht Kauw dit le Vieux est un peintre, né en 1616 à Strasbourg et mort en 1681 à Berne.

## Biographie
Albrecht Kauw se forme probablement auprès des artistes strasbourgeois Georg Brentel, peintre et enlumineur, et Sébastien Stoskopff, peintre de natures mortes. Il se rend à Berne à la fin des années 1630. En 1649, il réalise des copies de la Danse macabre peinte en 1520 par Niklaus Manuel sur le mur du cloître du couvent dominicain (actuelle église française de Berne), qui sera détruit en 1660. Albrecht Kauw offre ces copies au Conseil de la ville de Berne, qui le récompense en lui passant régulièrement commande pour des œuvres publiques. Ces copies se trouvent aujourd'hui au musée d'histoire de Berne. Dans les années 1650, il réalise une série de natures mortes pour des maisons de campagne bernoises. Il réalise également la décoration de châteaux et résidences de campagne, dont celle du nouveau château d'Oberdiessbach, ainsi que des illustrations de paysages bernois, des arbres généalogiques, des blasons de famille, des allégories et des portraits. 